# GZ Волос Вероники
GZ Волос Вероники (лат. GZ Comae Berenices) — одиночная переменная звезда в созвездии Волос Вероники на расстоянии приблизительно 53033 световых лет (около 16260 парсек) от Солнца. Видимая звёздная величина звезды — от +17,5m до +16,5m.

## Характеристики
GZ Волос Вероники — жёлто-белая пульсирующая переменная звезда типа RR Лиры (RRAB) спектрального класса F. Эффективная температура — около 6524 K.